# نبع الصفا
نبع الصفا هي قرية لبنانية من قرى قضاء الشوف في محافظة جبل لبنان.